# Bonneville-sur-Touques
Bonneville-sur-Touques település Franciaországban, Calvados megyében. Lakosainak száma 323 fő (2022. január 1.). Bonneville-sur-Touques Canapville, Englesqueville-en-Auge, Saint-Arnoult, Saint-Étienne-la-Thillaye, Saint-Gatien-des-Bois, Touques és Tourgéville községekkel határos.

## Népesség
A település népességének változása:
| Lakosok száma | 284  | 342  | 354  | 374  | 383  | 365  | 347  | 325  | 321  | 323  |
|               | 1968 | 1982 | 1990 | 2006 | 2013 | 2015 | 2017 | 2019 | 2020 | 2022 |